# Arquidiócesis de Bukavu
La arquidiócesis de Bukavu (en latín: Archidioecesis Bukavuensis y en francés: Archidiocèse de Bukavu) es una circunscripción eclesiástica de la Iglesia católica en la República Democrática del Congo. Se trata de una arquidiócesis latina, sede metropolitana de la provincia eclesiástica de Bukavu. Desde el 26 de abril de 2006 su arzobispo es François-Xavier Maroy Rusengo.

## Territorio y organización
La arquidiócesis tiene 8115 km² y extiende su jurisdicción sobre los fieles católicos de rito latino residentes en la parte nororiental de la provincia de Kivu del Sur y comprende la ciudad de Bukavu y los territorios de Idjwi y de Kabare y parte de los de Walungu, Kahele y Mwenga.
La sede de la arquidiócesis se encuentra en la ciudad de Bukavu, en donde se halla la Catedral de Nuestra Señora de la Paz.
En 2021 en la arquidiócesis existían 41 parroquias.
La arquidiócesis tiene como sufragáneas a las diócesis de: Butembo-Beni, Goma, Kasongo, Kindu y Uvira.

## Historia
En 1906 el vicariato apostólico del Alto Congo atravesaba una crisis: una epidemia de malaria mató a casi la mitad de los padres misioneros. Así fue como se decidió trasladar a los primeros misioneros a una zona juzgada más saludable y aún no tocada por la evangelización y la primera misión llegó a Kivu, la actual Bukavu.
El 26 de diciembre de 1929 se erigió el vicariato apostólico de Kivu con el breve Vestigiis Decessores del papa Pío XI, obteniendo el territorio del vicariato apostólico del Alto Congo (hoy diócesis de Kalemie-Kirungu).
El 10 de enero de 1952 cedió una parte de su territorio para la erección del vicariato apostólico de Kasongo (hoy diócesis de Kasongo) mediante la bula Pro supremi del papa Pío XII, y al mismo tiempo cambió su nombre por el de vicariato apostólico de Costermansville.
El 6 de enero de 1954 cambió de nuevo su nombre por el de vicariato apostólico de Bukavu.
El 30 de junio de 1959 cedió una parte de su territorio para la erección del vicariato apostólico de Goma (hoy diócesis de Goma) mediante la bula Qui hominum del papa Juan XXIII.
El 10 de noviembre de 1959 el vicariato fue elevado al rango de arquidiócesis metropolitana con la bula Cum parvulum del papa Juan XXIII.
El 16 de abril de 1962 cedió una parte de su territorio para la erección de la diócesis de Uvira mediante la bula Sollemnis Dei del papa Juan XXIII.
El 29 de octubre de 1996 el obispo Christophe Munzihirwa Mwene Ngabo fue asesinado en una emboscada.

## Estadísticas
Según el Anuario Pontificio 2021 la arquidiócesis tenía a fines de 2021 un total de 1 099 164 fieles bautizados.
| Año                                                                             | Población            | Población | Población      | Sacerdotes | Sacerdotes    | Sacerdotes    | Bautizados por sacerdote | Diáconos permanentes | Religiosos | Religiosos | Parroquias |
| Año                                                                             | Bautizados católicos | Total     | % de católicos | Total      | Clero secular | Clero regular | Bautizados por sacerdote | Diáconos permanentes | Varones    | Mujeres    | Parroquias |
| ------------------------------------------------------------------------------- | -------------------- | --------- | -------------- | ---------- | ------------- | ------------- | ------------------------ | -------------------- | ---------- | ---------- | ---------- |
| 1950                                                                            | 82 984               | 855 635   | 9.7            | 75         | 4             | 71            | 1106                     |                      | 72         | 97         | 15         |
| 1959                                                                            | 232 184              | 1 117 507 | 20.8           | 134        | 24            | 110           | 1732                     |                      | 168        | 162        | 23         |
| 1970                                                                            | 312 232              | 803 710   | 38.8           | 102        | 23            | 79            | 3061                     |                      | 142        | 170        | 17         |
| 1980                                                                            | 485 615              | 1 104 328 | 44.0           | 105        | 29            | 76            | 4624                     | 1                    | 135        | 250        | 21         |
| 1990                                                                            | 625 759              | 1 369 544 | 45.7           | 144        | 52            | 92            | 4345                     | 1                    | 185        | 401        | 24         |
| 1999                                                                            | 831 562              | 1 620 943 | 51.3           | 172        | 93            | 79            | 4834                     |                      | 173        | 437        | 30         |
| 2000                                                                            | 882 591              | 1 777 558 | 49.7           | 162        | 91            | 71            | 5448                     |                      | 180        | 448        | 30         |
| 2001                                                                            | 882 591              | 1 777 558 | 49.7           | 166        | 95            | 71            | 5316                     |                      | 180        | 448        | 30         |
| 2002                                                                            | 860 599              | 1 346 216 | 63.9           | 187        | 97            | 90            | 4602                     |                      | 197        | 489        | 33         |
| 2006                                                                            | 911 538              | 1 714 707 | 53.2           | 195        | 105           | 90            | 4674                     |                      | 230        | 494        | 32         |
| 2012                                                                            | 1 050 000            | 2 012 000 | 52.2           | 235        | 153           | 82            | 4468                     |                      | 226        | 502        | 35         |
| 2015                                                                            | 1 037 065            | 2 607 000 | 39.8           | 223        | 144           | 79            | 4650                     |                      | 146        | 515        | 39         |
| 2018                                                                            | 1 077 799            | 2 594 740 | 41.5           | 250        | 169           | 81            | 4311                     |                      | 169        | 565        | 41         |
| 2020                                                                            | 1 099 164            | 2 799 287 | 39.3           | 255        | 169           | 86            | 4310                     |                      | 186        | 623        | 41         |
| Fuente: Catholic-Hierarchy, que a su vez toma los datos del Anuario Pontificio. |                      |           |                |            |               |               |                          |                      |            |            |            |

## Episcopologio
- Jean-Joseph Hirth, M.Afr. † (12 de diciembre de 1912-25 de octubre de 1920 renunció)
  - Sede vacante (1920-1929)
- Edoardo Luigi Antonio Leys, M.Afr. † (19 de diciembre de 1929-agosto de 1944 renunció)
- Richard Cleire, M.Afr. † (14 de diciembre de 1944-10 de enero de 1952 nombrado vicario apostólico de Kasongo)
- Xavier Geeraerts, M.Afr. † (17 de enero de 1952-8 de marzo de 1957 renunció)
- Louis Van Steene, M.Afr. † (8 de marzo de 1957 por sucesión-24 de mayo de 1965 renunció[nota 2])
- Aloys Mulindwa Mutabesha Mugoma Mweru † (18 de diciembre de 1965-15 de septiembre de 1993 renunció)
- Christophe Munzihirwa Mwene Ngabo, S.I. † (14 de marzo de 1995-29 de octubre de 1996 falleció)
- Emmanuel Kataliko † (3 de marzo de 1997-4 de octubre de 2000 falleció)
- Charles Kambale Mbogha, A.A. † (13 de marzo de 2001-9 de octubre de 2005 falleció)
- François-Xavier Maroy Rusengo, desde el 26 de abril de 2006